# The Times

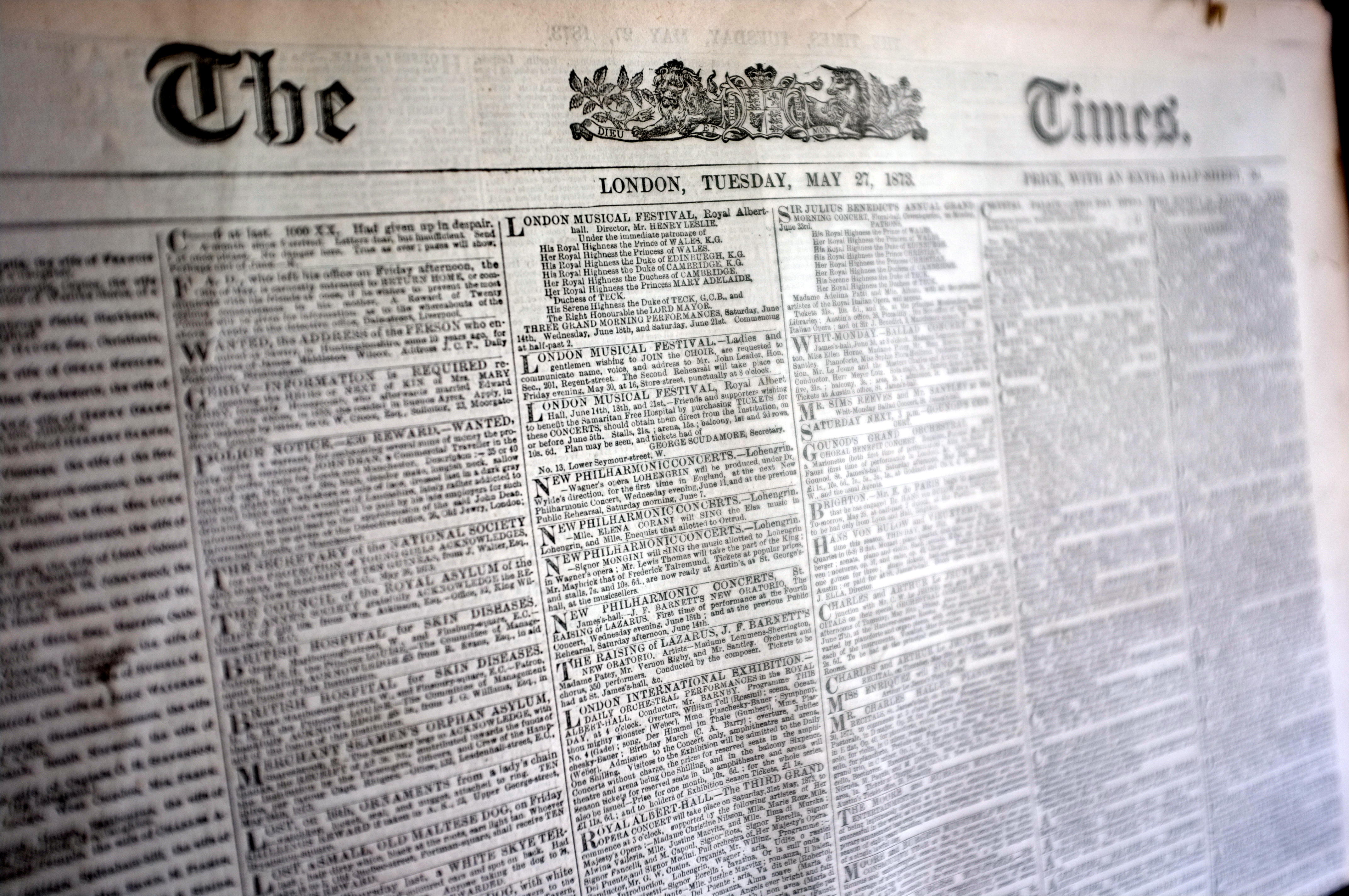
The Times - 27 maggio 1873

The Times è un quotidiano britannico che ha sede a Londra.
Fu il primo a chiamarsi Times, pertanto non va confuso con i molti altri giornali del mondo che hanno un nome simile, ad esempio il New York Times, il Los Angeles Times, il Times of India, l'Irish Times, il Financial Times ed il settimanale d'attualità Time. Una caratteristica del giornale è stato il celeberrimo carattere tipografico Times New Roman, usato dal 1932 ma sostituito diverse volte a partire dal 1972 per approdare nel 2006 al Times Modern.
Assieme all'edizione domenicale, The Sunday Times, il Times è pubblicato dalla Times Newspapers Limited, controllata da News International società del gruppo News Corp di proprietà dell'australiano Rupert Murdoch. Il quotidiano si colloca nell'area moderata, vicina al Partito Conservatore. Ciò non gli ha impedito di dare il suo sostegno nel 2001 e nel 2005 al Partito Laburista di Tony Blair alle elezioni politiche.
Il 26 novembre 2003, imitando il concorrente Independent, il Times è uscito per la prima volta in due formati: il tradizionale "nove colonne" (74,9x59,7 cm, broadsheet in inglese) e il tabloid, il formato della stampa popular. Dopo quasi un anno di prova le vendite sono salite da 560.000 a 660.000; l'editore ha deciso di passare definitivamente al tabloid: una svolta storica per la stampa inglese. L'allora direttore Robert Thomson, nell'editoriale del 30 ottobre 2004 annunciava ai lettori il passaggio al nuovo formato. Dal 6 giugno 2006 il quotidiano ha anche un'edizione negli Stati Uniti. Nel febbraio 2013 il Times ha avuto una tiratura media di circa 393.000 copie al giorno. Il 27 agosto 2016 è stato raggiunto il traguardo dei 72.000 numeri pubblicati.

## Storia

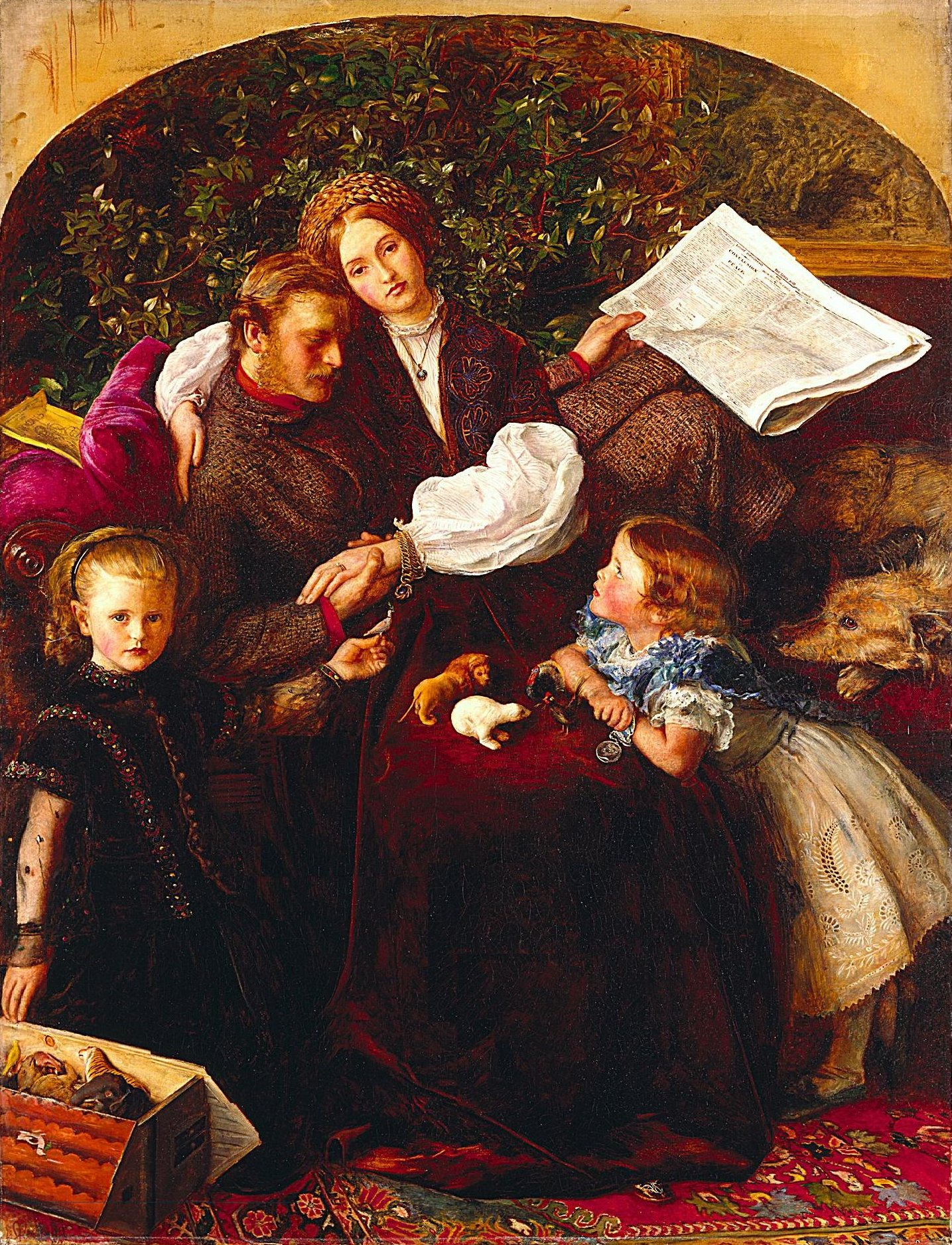
John Everett Millais, Peace Concluded (1856). Nel dipinto è raffigurato anche un ufficiale britannico ferito mentre legge il rapporto del Times sulla fine della guerra di Crimea

### Dalla fondazione al 1900

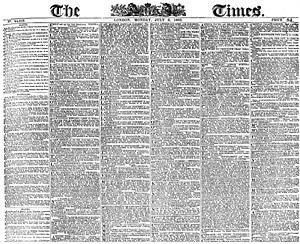
Prima pagina del 6 luglio 1863

Nel 1784 l'uomo d'affari londinese John Walter fondò «The Daily Universal Register». Pubblicato a partire dal 1º gennaio 1785, si trattava di un bollettino di annunci pubblicitari. Raggiunto un soddisfacente equilibrio finanziario, tre anni dopo Walter trasformò il bollettino in quotidiano d'informazione cambiando il nome in «The Times» (1788). L'idea di Walter era di fare un giornale indipendente e rivolto al pubblico generalizzato, senza una classe sociale di riferimento. Stampato in 1600 copie, veniva venduto a 3 pence. La testata si distingueva dalle altre poiché riportava lo Stemma reale del Regno Unito. Una particolarità del «Times» dell'epoca era la mancanza di una vera e propria prima pagina con le notizie più importanti del giorno, sostituita da una pagina contenente annunci di carattere economico o sociale (nascite, morti, matrimoni). Altro elemento caratteristico era la mancanza di firme in calce agli articoli pubblicati.
La Rivoluzione francese, iniziata nel 1789, permise al «Times» di fare un salto di qualità. Walter mandò un cronista a Parigi affinché descrivesse gli avvenimenti direttamente sul luogo in cui si svolgevano. Le tempestive notizie permisero al quotidiano di quasi triplicare la sua tiratura, arrivando a circa 4200 copie. La rapidità nel riportare i grandi fatti dell'Europa continentale diede al giornale un'improvvisa notorietà.
I Walter furono allo stesso tempo direttori, proprietari e stampatori del quotidiano. Nel 1803 John Walter II successe al padre. Il miglioramento della tecnologia di stampa risultò decisivo per il consolidamento del giornale. A quel tempo, per stampare le 3-4.000 copie di tiratura occorrevano parecchie ore. Il lavoro era eseguito interamente a mano. Nel 1811 un tedesco, Friedrich König, brevettò in Sassonia una macchina automatica a vapore. Tre anni dopo Walter chiamò l'inventore a Londra affidandogli la costruzione di una pressa piano-cilindrica a vapore per il «Times». König e il suo assistente, Andreas Bauer, lavorarono diversi mesi. La notte tra il 28 e il 29 novembre 1814 uscì il primo numero del «Times» stampato con il nuovo macchinario. Nell'occasione venne adottato anche un nuovo carattere tipografico. Con la nuova tecnologia, Walter poté decuplicare il numero di copie stampate.
John Walter II fu il primo a creare una redazione: a) composta interamente da giornalisti; b) che lavoravano a tempo pieno (quindi in esclusiva) per il giornale. Tale struttura verrà poi imitata da tutti i giornali britannici. Nel 1817 Walter lasciò la direzione a Thomas Barnes. Nacque così la figura del direttore moderno, un giornalista autonomo dall'editore e capo unico della redazione. Un'altra innovazione di John Walter II fu quella di assumere, per la sezione politica, giornalisti di diversi orientamenti, in modo che il «Times» non apparisse mai allineato al governo.
Merito del quotidiano londinese fu anche quello di aver pubblicato le prime corrispondenze dall'estero ed i primi reportage di guerra, come quelli di William Howard Russell durante la Guerra di Crimea (1853-56). Dal 1847 il Times fu stampato con la pressa rotativa, inventata da Augustus Applegath espressamente per il quotidiano londinese.
Nel 1860 il direttore dell'epoca, John Walter III, introdusse per la prima volta fra i quotidiani inglesi la rotativa Walther, che permetteva la stampa di 60.000 copie al giorno. Walter III diffuse in tutta la stampa inglese l'uso della stereotipia e dei cilindri. Nella seconda metà del secolo la capacità di stampa aumentò enormemente, passando da 12.000 a 120.000 copie l'ora. Nel 1890, giornale londinese sfiorò una tiratura di 300.000 copie giornaliere. Il prezzo di copertina fu ridotto: se nel 1855 una copia costava 4 pence, scese a 3 pence dal 1º ottobre 1861, mentre gli altri giornali erano venduti a 1 penny o 1 mezzo penny. Nel 1899 entrarono in uso le macchine per colata Wicks, che erano in grado di produrre un nuovo tipo di carattere al giorno.
Il più celebre scoop del «Times» in tutta la seconda metà dell'Ottocento fu la pubblicazione del Trattato di Berlino nel giorno stesso in cui venne firmato.

### Il XX secolo
Il Times fu di proprietà della famiglia Walter dalla fondazione fino alla quarta generazione. Nel 1907 Arthur Fraser Walter (Walter IV) creò una società a responsabilità limitata. Ad acquistare la quota di maggioranza fu Alfred Harmsworth, il proprietario del concorrente Daily Mail.

## Date storiche
- 1785: John Walter fonda il London Daily Universal Register
- 1788: il Register cambia nome in The Times. La sede del giornale non è in Fleet Street, ma in piazza Printing House.;
- 1806: apparizione delle prime illustrazioni;
- 1814: è il primo giornale ad essere stampato con l'ausilio del motore a vapore. Le macchine Koenig sono in grado di stampare 1100 fogli l'ora;
- 1908: lord Northcliffe acquista il giornale;
- dal 1922 al 1966: comprato dapprima da Major Astor, poi da Roy Thomson;
- 1978: le pubblicazioni sono sospese dall'editore, Thomson Organisation, a causa della vertenza sindacale aperta dai poligrafici in vista del passaggio dalla fotocomposizione al computer.
- 13 novembre 1979: riapre dopo 50 settimane. Il numero del rilancio viene stampato in 500.000 copie;
- 1981: il magnate australiano Rupert Murdoch acquista il quotidiano.
- 1986: in una sola notte 5000 persone vengono trasferite da Fleet Street (la storica via della stampa inglese) fuori Londra. Murdoch ingaggia un'aspra battaglia con poligrafici e giornalisti, prevalendo dopo sette mesi.

## Eventi
Il Times, con il British Film Institute, sponsorizza il London Film Festival (o meglio, The Times bfi London Film Festival). Nel 2005 è il più grande festival cinematografico europeo.
Il Times sponsorizza anche il Cheltenham Festival of Literature.

## Proprietari
- John Walter (1785–1803)
- John Walter II (1803–1847)
- John Walter III (1847–1894)
- Arthur Fraser Walter (1894–1908)
- Lord Northcliffe (1908–1922)
- la famiglia Astor (1922–1966)
- Roy Thomson (1966–1981)
- News International, controllata da Rupert Murdoch (1981–oggi)

## Direttori
- John Walter (1785–1803)
- John Walter II (1803–1809)
- John Stoddart (1809–1817)
- Thomas Barnes (1817–1841)[8]
- John Delane (1841–1877)
- Thomas Chenery (1877–1884)
- George Earle Buckle (1884–1912)
- George Geoffrey Dawson (1912–1919)
- Henry Wickham Steed (1919–1922)
- George Geoffrey Dawson (1923–1941)
- Robert McGowan Barrington-Ward (1941–1948)
- William Casey (1948–1952)
- William Haley (1952–1966)
- William Rees-Mogg (1967–1981)
- Harold Evans (1981–1982)
- Charles Douglas-Home (1982–1985)
- Charles Wilson (1985–1990)
- Simon Jenkins (1990–1992)
- Peter Stothard (1992–2002)
- Robert Thomson (2002–2007)
- James Harding (2007–2012)
- John Witherow (2012–oggi)

## Firme principali
- Rachel Campbell-Johnston
- Sam Coates
- Ben Hoyle
- Hugo Rifkind
- Anthony Browne
- Hugh McIlvanney
- Richard Ford
- Martin Samuel
- Simon Barnes
- Frances Gibb
- Benjamin Cohen, editorialista sull'e-business
- Adam Fresco
- Alan Coren
- Ruth Gledhill
- Giles Coren
- Andrew Pierce
- Robert Crampton
- Nigel Hawkes
- Michael Gove
- Philip Webster
- Tim Hames
- Stewart Tendler
- Anthony Howard
- Philip Howard
- Mick Hume
- Anatole Kaletsky
- Magnus Linklater
- Anthony Loyd, corrispondente di guerra
- Ben Macintyre
- Caitlin Moran
- Richard Morrison
- Kate Muir
- Matthew Parris
- Libby Purves
- William Rees-Mogg
- Peter Riddell
- Hugo Rifkind
- Nick Robinson
- Mary Ann Sieghart
- Andrew Sullivan
- Janice Turner
- Aki Riihilahti
- Jeremy Clarkson
- John Emile Clavering Hankin

## Nella cultura di massa
- Nel romanzo distopico 1984 di George Orwell, un quotidiano di nome The Times è il solo organo di stampa dello stato di Oceania, cui la Gran Bretagna fa parte. Il protagonista, Winston Smith, piccolo impiegato ministeriale, ha il compito di modificarne il materiale d'archivio in modo da uniformarlo alle direttive governative.
- In alcuni dei tanti film su Sherlock Holmes viene attribuita al grande detective la frase, apocrifa, "Il Times è l'arma più fidata che esista!"[9].
- Nello sketch dei Monty Python, Ministry of silly walks, il personaggio principale interpretato da John Cleese compra una copia del The Times prima di recarsi al ministero.
- Nel film Disney La spada nella roccia, nella scena dove Sir Pilade arriva al castello di Sir Ettore annunciando di avere grandi notizie da Londra, Mago Merlino commenta incuriosito dicendo di non poter aspettare di leggerle sul Times, dato che la prima edizione sarebbe uscita tra «dodici secoli».